# Bourneau
Bourneau är en kommun i departementet Vendée i regionen Pays de la Loire i västra Frankrike. Kommunen ligger i kantonen L'Hermenault som tillhör arrondissementet Fontenay-le-Comte. År 2022 hade Bourneau 717 invånare.

## Befolkningsutveckling
Antalet invånare i kommunen Bourneau
| Referens: INSEE |